# Спурий Постумий Албин (консул 186 пр.н.е.)
Вижте пояснителната страница за други личности с името Спурий Постумий Албин.
Спурий Постумий Албин (на латински: Spurius Postumius Albinus; † 180 пр.н.е.) e политик на Римската република през 2 век пр.н.е.

## Биография
Син е на Луций Постумий Албин (консул 234 пр.н.е.) и вероятно внук на Авъл Постумий Албин (консул 242 пр.н.е.). Братовчед е на тримата братя Авъл, Спурий и Луций Постумий Албин, които са консули 180, 174 и 173 пр.н.е.
През 189 пр.н.е. Постумий е избран за претор urbanus и претор peregrinus. Той управлява Рим, понеже двамата избрани консули се бият в Азия.
През 186 пр.н.е. e избран за консул заедно с Квинт Марций Филип. Задача на двамата консули е разгромяване на разпространилия се тайнствен култ на Бакханалия (Bacchanalia) и издават нареждането Senatus consultum de Bacchanalibus, намерен на желязна табела.
През 184 пр.н.е. е избран за авгур. През 180 пр.н.е. Постумий умира доста млад от чума.